# Pet Alien
Pet Alien é uma série de animação computação gráfica estadunidense-irlandês-francês que foi produzida pela Taffy Entertainment, Mike Young Productions, Crest Communications Limited, Telegael Teoranta e MoonScoop Group. É sobre um garoto que tem 13 anos, Tommy Candle, que vive em um farol invadido por 5 alienigenas. Foi baseada em uma linha de brinquedos de peluche lançada em 2000, também produzida pela Taffy Entertainment, Mike Young Productions, Crest Communications Limited, Telegael Teoranta e MoonScoop Group . A série se estreou de aires a as 7:00 a.m. ET/PT tempo em 22 de janeiro de 2005 em Cartoon Network nos Estados Unidos, TG4 na Irlanda e Zouzous na França.
Pet Alien teve no ar 26 episódios antes de entrar em hiato por causa da baixa audiência. Porém, a série voltou ao ar em 2007 e pôs no ar uma terceira e quarta temporada, antes de a série terminar permanentemente no mesmo ano. O website foi retirado do ar em setembro de 2009, três anos após o fim da série.
No Brasil, a série estreou em 2005 pelo Cartoon Network, logo após foi exibido no Boomerang de 2006 a 2008, ano em que estreou no Canal Futura.
Em Portugal a série começou em 2009 na RTP2  e em 2013 no Panda Biggs. Em 2015, a RTP2 repôs a série e seus episódios. Até hoje, a série ainda está em exibição no canal, geralmente aos fins de semana na RTP1.
A partir de 2016, os direitos da série e seus personagens, além de outros activos, são de properiedade da Mike Young Productions e a Taffy Entertainment.

## Série
Pet Alien é uma série de animação sobre um menino de 13 anos, Tommy Caddle (Tomás Candeias em PT-PT), que vive com 5 alienígenas num farol.
A série passa-se na cidade fictícia DeSpray Bay/Baía de Laca e acompanha a vida agitada de Tomás e os 5 alienígenas do planeta Conforma que caíram no seu farol e vivem lá desde então.

## Origem da série
A série foi inspirada em uma linha de bonecos de peluche. De acordo com AWN.com (um site sobre animação), os personagens da série eram o conceito de Jeff Muncy, um criador com um fundo na criação de arte e brinquedos de pelúcia e pijamas. Ele surgiu com a ideia de Pet Alien ao criar uma linha de pijama. Ele licenciou uns chaveiros de peluche dos personagens para a Best Ever Co, para serem vendidos em boutiques em todo o pais (nos Estados Unidos). Os chaveiros foram um grande sucesso, de acordo com Muncy, mas os representantes de vendas queriam uma história sobre as criaturas. Isto é, quando o criador surgiu a história de Pet Alien, que ele auto-publicou com um livro incluído com os peluches. Então, em 2000 ele criou um site (hoje fora do ar, com o dominio estando à venda, a partir de 2016) para coincidir com a publicação do livro e os bonecos. Foi Puzzle Zoo (uma loja de bonecos de pelúcia e brinquedos, em Third Street Promenade em Santa Monica, California) que ajudou a tornar os bonecos um sucesso ainda maior. Devido ao desejo de Muncy para criar uma sessão de autógrafos, o dono da loja ofereceu-lhe a oportunidade de decorar a janela da loja. Com um amigo, Muncy concebeu uma vitrine que o empolgou ao ver as pessoas a passar pela loja. Mas foi um executivo da Disney que o chamou com grande interesse. Muncy assinou com um agente que sugeriu que ele mostre essa propriedade para outros executivos de desenvolvimento. Para acelerar o processo, a Disney pediu a MJ para ajudar com a animação. Mike Young, presidente / CEO, tinha trabalhado com Muncy antes e quando o negócio com a Disney não estava a funcionar, Mike entrou. Young era apaixonado pelo show, disse Muncy. "Isto deu-me a capacidade de fazer o que eu queria, o que era um desenho animado no estilo de Tex Avery, com squash-and-stretch  que apelaria ao público de 6-11 anos. A Disney queria a série para crianças. Como Muncy Cria todos os seus personagens em 3D, foi normal fazer essa série em 3D", disse Schultz. A Disney depois separou-se do projecto. A questão era como fazêr de squash-and-stretch para trabalhar em animação para televisão. Na Televisão, o orçamento é sempre um fator, disse ele. Esta propriedade foi concebido para ser em 3D e não poderia ser adequadamente traduzida em 2D. Andrew Young, foi parceiro com Muncy para desenvolver o show. Enquanto trabalhava no show, ambos sabiam que queriam envelhecer os personagens originais para torná-los mais velhos. Eric Robles, um designer de personagens 2D tradicionais, estava trabalhando em outro projeto, mas perguntou se ele poderia ajudar com o redesenho. Robles desenhou as personagens tradicionalmente, mas o 3D era seu objetivo. Eles queriam que a série fosse em 3D, mas com uma sensibilidade 2D. Para conseguir isso eles usaram texturas pintadas à mão nos fundos 3D, dando ainda mais a sensação de 2D para o show. Após estes e outros passos, Com TF1 a bordo, MJ começou a montar a equipe de co-produção para incluir Frances Antefilm, que agora é conhecido como Moonscoop, trouxe Telegael da Irlanda, e a Crest Animation de Indian. Com apenas um minuto de animação, os empregados da Cartoon Network estavam prontos para apoiar o show, mas eles precisavam ver o primeiro episódio. Quando o fizeram, eles compraram o programa para todos os seus canais em todo o mundo. Esta foi uma primeira vez para CN. Além de promoção emissora, Taffy Entertainment embarcou em sua própria publicidade e campanha publicitária para aumentar a consciência para o programa dentro da comunidade de animação. Durante a fase final de produção, a linha de brinquedos de peluche foi finalmente interrompida nas lojas (devido à venda da marca para a Mike Young Productions, durante a criação da série), e o website foi atualizado com o estilo do desenho animado, sem referências à marca original, e a loja online foi removida do site. Com Isso o programa foi finalmente lançado, originando a série atual.

## Personagens

### Principais
- Tommy Cadle/Tomás Candeias - Um menino de 13 anos que mora em um farol junto de seus amigos alienígenas. Tommy é um garoto bastante azarado que vive se dando mal seja na escola ou em casa. Frequentemente ele entra em encrecas causadas pelos seus amigos alienígenas, principalmente com Dinko. Ele adora comer puxa-puxa/caramelo.
- Dinko/Dino - Um pequeno alienígena verde bastante encrenqueiro. Frequentemente mete Tommy em encrecas por qualquer coisa que acontece e sempre pensa de uma maneira pessimista e maluca das coisas da Terra. Ele sempre chama o Tommy de "Tommy da Terra".
- Gumpers/Glutão - Um enorme alienígena rosa bastante comilão e fedorento. Possui um apetite voraz sempre comendo de forma exagerada e grosseira e soltando gases. Possui um dente só que vida própria. Dos alienígenas Gumpers se destaca como o mais burro apesar de em ocasiões raras ele falar coisas inteligentes apenas esforçando seu cérebro.
- Swanky/Pavão - Um alienígena azul bastante arrogante e esnobe. Ele se acha melhor que todos os outros e vive bolando planos para tentar se livra deles e também para dominar a Terra. Frequentemente é incomodado por Flip e Gumpers.
- Flip/Pipo - Um alienígena maluco similar a um papagaio. É bastante insano e vive fazendo coisas malucas que muitas vezes irritam Tommy e Swanky. Suas falas geralmente são incompreendíveis apesar de algumas vezes ele fazer normal.
- Scruffy/Branha - Um alienígena similar a um cachorro. Possui uma língua comprida maior que seu próprio corpo e com olhos. Em um dos episódios é revelado que ele pode se transformar num monstro gigante chamado Ex-Scruffy.

### Secundários
- Gabby/Gabi - Uma menina feia estudante da escola de Tommy sendo completamente apaixonada por ele. Ela lembra a Tootie de Padrinhos Mágicos.
- Granville DeSpray/Grafidalgo de Laca - Um garoto norueguense que se auto considera rival de Tommy por paixão de Melba. Seu melhor amigo é uma estátua de um animal chamada "Almirante Puff".
- Clinton Fillmore Jefferson XIII/Pedro - Um garoto bastante esportivo rival de Tommy na escola. Ele sempre tenta ser melhor que o Tommy em tudo.
- Melba Manners/Maria Manners - Vizinha arrogante de Tommy.

## Episódios

### Primeira Temporada (2005–06)
1. The Boy with Six Legs/Evil Emperor - 22 de janeiro de 2005
2. The Amazing Atomic Tommy/Crater of Doom - 26 de fevereiro de 2005
3. Attack of the 50 ft Boy/It Came from the Closet - 26 de março de 2005
4. The Bride of Gumpers/The Thing on the Corner - 30 de abril de 2005
5. I Was a Teenage Bearded Boy/Escape from Detention X - 28 de maio de 2005
6. Box of Doom/Assault of a Rodent - 25 de junho de 2005
7. They Came from Outer Space/Tentacles of Terror - 9 de julho de 2005
8. The Great Movie Massacre/The Day That Wouldn't End - 13 de agosto de 2005
9. It Comes When You Sleep/Attack of the Werescruffy - 17 de setembro de 2005
10. Sounds of Doom/Darkness - 22 de outubro de 2005
11. She Comes for Your Heart/Beast Who Stole My Heart - 26 de novembro de 2005
12. Night of the Walking Cannonball/It Landed on the Porch - 31 de dezembro de 2005
13. Bay of the Triffids/Doctor of Doom - 14 de janeiro de 2006

### Segunda Temporada (2006–07)
1. Invasion of the Balloon People/The Little Monster Ball - 21 de janeiro de 2006
2. The Land That Size Forgot/The Day the Food Expired - 28 de janeiro de 2006
3. The Evil that Thumbs Do/Terror TV - 4 de fevereiro de 2006
4. Bad Blood from Beyond/The Day Time Stood Still - 11 de fevereiro de 2006
5. Horror Scope/Scare Affair - 18 de fevereiro de 2006
6. Stage Fright/Night of the Cat People - 25 de fevereiro de 2006
7. Return of the Ghastly Gobbler/Shipping and Handling Not Included - 18 de março de 2006
8. The Boy Who Became Something/Unleashed Beast of Fury - 22 de abril de 2006
9. The Creature of the Spray Bay/The Alien Who Sold the World - 27 de maio de 2006
10. Beware the Decider Maker/I Voted for an Alien - 24 de junho de 2006
11. A Pirate and His Dog/They Took Tommy's Brain - 23 de dezembro de 2006
12. The Boy Who Até Too Much Taffy/The Floating Head - 6 de janeiro de 2007
13. The Time That Time Ended/The Day of Judgement - 13 de janeiro de 2007

### Terceira Temporada (2007–08)
1. The Creature Who Left/It Came from the Fan Club - 20 de janeiro de 2007
2. A World Without Hamburgers/Evil That Pinched My Feet - 27 de janeiro de 2007
3. The Earth Boy Who Needed Protection/Seventy Foot Tommy - 17 de fevereiro de 2007
4. Island of Doom/Him - 24 de fevereiro de 2007
5. The Guest Who Wouldn't Leave… Ever/Day of the Naked Aliens - 17 de março de 2007
6. Master Bakers!/The Horror That Is Klattou - 24 de março de 2007
7. He Walks and Talks Like an Alien/The Night of Two Tommys +1 - 21 de abril de 2007
8. Curse of the Frozen Tommy/Night of the Norwegian Boy - 28 de abril de 2007
9. Curse of the Invisible Boy/Remote Control of Doom - 19 de maio de 2007
10. They Took the Toilet to Outer Space/This Phone, This Insanity! - 26 de maio de 2007
11. They Had an Aluminium Ticket/The Slo-Mo Terror - 22 de dezembro de 2007
12. Trapped in the Pink Purse Dimension/Race with the Clinton - 5 de janeiro de 2008
13. Big Hand of Fate/The Beast That's Stuck in My Foot - 12 de janeiro de 2008

### Quarta Temporada (2008–09)
1. The Black Eye Of Doom/The Sheriff Was An Alien - 19 de janeiro de 2008
2. Crevice Of Doom/She Came From Conforma! - 26 de janeiro de 2008
3. Terror In My Nose/Belch Of Destruction - 16 de fevereiro de 2008
4. Gumpers Of The Future/Planet Of The Granvilles - 23 de fevereiro de 2008
5. The Boy Who Cried „Waaah!”/The Cow Says „Moo!” - 15 de março de 2008
6. Duet From Another Dimension!/The Doctor Is In… Sane! - 22 de março de 2008
7. The Horrible Workout Of Evil/The Incredible Floating Boy - 19 de abril de 2008
8. The Lookalike Girl Of Evil/Uranus Awaits - 26 de abril de 2008
9. The Night My Brain Froze/Scout's Horror! - 17 de maio de 2008
10. When TV Ruled The World/The Thing With The Ugly Face - 24 de maio de 2008
11. Dr. Jekyll And Mr. Swanky/The Day That Flip Stood Still - 21 de junho de 2008
12. When Clinton Ruled The World!/Beware The Crack! - 28 de junho de 2008
13. The Alien Who Invaded The Taffy Shoppe/Hammy Of Earth! - 10 de janeiro de 2009

## Dubladores
- Tommy Caddle - Erick Bougleux
- Dinko/Swanky - Sérgio Stern
- Gumpers - Mauro Ramos
- Gabby - Marisa Leal
- Capitão Spangley - Isaac Bardavid
- Granville DeSpray - Manolo Rey
- Clinton Fillmore Jefferson XIII - Marcelo Garcia
- Melba Manners - Luisa Palomanes
- Locutor: Ricardo Vooght
- Estúdio: Cinevideo

## Exibição mudial
| País                                  | Emissora                 | Ano de estreia    |
| ------------------------------------- | ------------------------ | ----------------- |
| Estados Unidos                        | Cartoon Network          | 2005–2009         |
| Reino Unido                           | Cartoon Network          | 2005–2009         |
| CITV                                  | 2005                     |                   |
| Nickelodeon Reino Unido e Irlanda     | 2007 e 2011              |                   |
| Nicktoons Reino Unido                 | 2007 e 2011              |                   |
| Cartoon Network Reino Unido e Irlanda | 2005                     |                   |
| Austrália                             | Ten                      | por anunciar      |
| Austrália                             | Cartoon Network Oceânia  | por anunciar      |
| Oceânia                               |                          | por anunciar      |
| Bélgica                               | Ketnet                   | por anunciar      |
| Alemanha                              | KI.KA                    | 2006              |
| Alemanha                              | Das Erste                | 2008              |
| Alemanha                              | SWR Fernsehen            | 2009              |
| Islândia                              | RÚV                      | 2005              |
| Irlanda                               | TG4                      | 2005              |
| Itália                                | Cartoon Network Itália   | 2005              |
| Itália                                | Boing                    | 2007              |
| Itália                                | Boomerang Itália         | 2007              |
| América Latina                        | Boomerang América Latina | 2005, 2007 e 2008 |
| Brasil                                | Cartoon Network Brasil   | 2005              |
| Brasil                                | Boomerang Brasil         | 2006              |
| Brasil                                | Futura                   | 2008              |
| Portugal                              | RTP2                     | 2009, 2015 e 2016 |
| Portugal                              | Panda Biggs              | 2013 e 2014       |
| Portugal                              | RTP1                     | 2015              |
| Espanha                               | La 2                     | por anunciar      |
| Espanha                               | Clan                     | por anunciar      |
| Espanha                               | Canal Panda Espanha      | por anunciar      |
| Ucrânia                               | 1+1                      | 2009              |
| Polónia                               | Cartoon Network Polónia  | 2005              |
| Hungria                               | Cartoon Network Hungria  | 2005              |
| Roménia                               | Cartoon Network Roménia  | 2005              |
| Sérvia                                | Ultra                    | 2011 e 2012       |
| Croácia                               | HRT 2                    | por anunciar      |